# Acordo Bilateral de Transporte Aéreo
Um Acordo Bilateral de Transporte Aéreo é um documento formal firmado entre Estados membros da Organização da Aviação Civil Internacional (OACI) com o propósito de instituir, entre aqueles Estados, rotas de operação aérea regular que tenham por finalidade o transporte de passageiros, cargas e correspondências, dentro e para além dos territórios dos referidos Estados.
Apesar do uso da palavra "bilateral", tais acordos podem ser firmados entre mais que dois Estados. Por isto, os acordos são classificados como segue:
- Bilaterais: acordos firmados apenas entre dois Estados.
- Multilaterais: acordos firmados entre mais que dois Estados.

Os Acordos de Transporte Aéreo são celebrados em conformidade com as normas recomendadas pela OACI.
Além das formalidades gerais dos Acordos, são objeto de negociações os seguintes aspectos:
- Definição dos operadores de transporte aéreo autorizados a voar entre os países acordantes.
- Estabelecimento das capacidades e tipos das aeronaves para tais voos.
- Frequências e horários dos voos a serem realizados.
- Compartilhamento de códigos e outros dados via diversas tecnologias de telecomunicações.
- Tarifas diversas (de transporte, de uso das facilidades de telecomunicações, de uso dos serviços de tráfego aéreo etc.).
- Modo de realizar as transações cambiais.
- Taxas referentes à utilização da infraestrutura aeroportuária (serviços de manutenção, hangar, pátio e estacionamento de aeronaves, reabastecimento, fornecimento de veículos, disponibilização de terminal de embarque e desembarque de passageiros etc.).